# Contubernium
Contubernium (Số nhiều: Contubernia) là phân cấp nhỏ nhất trong Quân đội Đế chế La Mã cổ đại, có quân số 8 binh sĩ, tương đương với một tiểu đội. Mỗi contubernium được chỉ huy bởi một Decanus (tiểu đội trưởng), tương đương hạ sĩ quan hiện đại. 10 contubernium hợp thành một Centuria (Đại đội). Ngoài trang bị cá nhân vô cùng đầy đủ, binh sĩ trong một contubernium được phiên chế một chiếc lều cùng một loạt các dụng cụ sinh hoạt chung khác, tất cả được chất trên một con la khi hành quân. Ngoài ra có hai nô lệ được phân vào contubernium để phục vụ các binh sĩ, họ chăm sóc la thồ của contubernium, đảm bảo binh sĩ có đủ nước uống khi hành quân, và thường có các khả năng chuyên môn như nghề rèn hoặc nghề mộc.
Các binh sĩ trong một contubernium chiến đấu và làm việc cùng nhau, cũng như được khen thưởng hoặc bị trừng phạt cùng nhau.